# Oligia brunneata
Oligia brunneata là một loài bướm đêm trong họ Noctuidae.